# スーン・オーヴァー・ババルーマ
『スーン・オーヴァー・ババルーマ』（Soon Over Babaluma）は、ドイツのロック・バンド、カンが1974年に発表したスタジオ・アルバム。専任ボーカリスト不在の4人編成となってからは、初のアルバムに当たる。

## 背景
ダモ鈴木の脱退後、バンドは後任のボーカリストを探すが適切な人材が見つからず、最終的にはミヒャエル・カローリとイルミン・シュミットがボーカル・パートを分け合った。本作は、カンがマルチトラック・レコーダーを使わずに直接ステレオ録音を行った最後のアルバムである。
「Dizzy Dizzy」はレゲエ、「Come Sta, La Luna」はタンゴ、「Splash」はラテンジャズの要素が取り入れられた曲で、「Chain Reaction」ではアフリカやキューバの音楽に影響を受けたパーカッションがフィーチャーされた。また、ホルガー・シューカイは「Quantum Physics」に関して「ヤキ・リーベツァイトの驚異的なマシン・ドラムと、イルミン・シュミットが使用したアルファ77という初期のシンセサイザーのおかげで生まれた、テクノの要素も持つアンビエント・ミュージックとしては最初期の曲の一つ」と説明している。なお、「Dizzy Dizzy」の作詞者としてクレジットされているダンカン・ファロウェルは、イギリス人としては最初にカンを取材したジャーナリストである。

## 評価
Ned Raggettはオールミュージックにおいて5点満点中4点を付け「音楽的に『ババルーマ』は少々激しさに欠けるが、メンバーが個々の音楽的ポケットの中に住み、即座に反応し合えるというバンドの感覚は不変である」と評している。また、Adrien BegrandはPopMattersにおいて「多くの批評家の注目は『タゴ・マゴ』、『エーゲ・バミヤージ』、『フューチャー・デイズ』という偉大な三部作に集中しているが、『スーン・オーヴァー・ババルーマ』も見過ごされるべきではない。リード・ボーカルに挑戦したカローリは、マルコム・ムーニーやダモ鈴木ほどのカリスマ性はないが、バンドはことごとく異なるサウンドのスタイルを見事に結合させ、カンの音楽としては最も大胆で、更に言えば最もタイトになった」と評している。
1992年にイギリスの音楽雑誌『The Wire』が選出した「最も重要なレコード100」では、本作も挙げられている。

## 収録曲
特記なき楽曲はメンバー4人の共作。

### Side 1
1. Dizzy Dizzy (Lyrics by Duncan Fallowell / Music by Can) - 5:40
2. Come Sta, La Luna - 5:42
3. Splash - 7:45

### Side 2
1. Chain Reaction - 11:09
2. Quantum Physics - 8:31

## 参加ミュージシャン
- ホルガー・シューカイ - ベース
- ミヒャエル・カローリ - ギター、ヴァイオリン、ボーカル
- イルミン・シュミット - キーボード、ボーカル
- ヤキ・リーベツァイト - ドラムス